# Orientyla dahurica
Orientyla dahurica är en mångfotingart som först beskrevs av Gerstfeldt 1859.  Orientyla dahurica ingår i släktet Orientyla och familjen Diplomaragnidae. Inga underarter finns listade i Catalogue of Life.